# Arandaspis
Arandaspis is een monotypisch geslacht van uitgestorven kaakloze vissen uit het Vroeg-Ordovicium, waarvan fossielen werden gevonden in het noorden van Australië. De naam Arandaspis is afgeleid van Aranda, een lokale Aboriginalstam, en van het Griekse woord aspis, dat schild betekent. De enige soort is Arandaspis prionotolepis. Arandasis werd voor het eerst wetenschappelijk beschreven in 1977 door Alexander Ritchie en Joyce Gilbert-Tomlinson. Een recente revisie werd gedaan door Jack Sepkoski (postuum gepubliceerd in 2002).

## Kenmerken
Het vijftien centimeter lange lichaam was gestroomlijnd en de beweging door het water was onregelmatig, omdat het dier geen stabiliserende vinnen had. Twee grote, dunne beenplaten, een diepe ronde buikplaat en een platte rugplaat, waarin openingen zaten voor ogen, neusgaten en kieuwspleten, beschermden het lichaam aan de voorzijde. Groeven in de platen gaven de positie aan van de zijlijnkanalen, waarmee de vis trillingen waarnam. De huid aan de achterzijde was bedekt met schuine rijen kleine, schelpvormige, benige schubben. De vis had een ruwe huid, hetgeen te wijten was aan knobbeltjes, die zich op deze schubben bevonden. De vis had waarschijnlijk kleine, beweegbare platen met dentinerichels in de bek, die mogelijk een paar flexibele 'lippen' vormden.
Op het buitenste pantser, dat slechts 0,1 millimeter dik is, kun je onderscheid maken tussen een rug- en een buikplaat met een lengte van zes tot zeven centimeter. De dakvormige achterplaat liep naar een ietwat versterkte nok en de randen zaten aan de zijkant van de steil vertakte platen, die de onderliggende kieuwen beschermden. De onderliggende buikplaat was naar beneden afgerond en gaf het dier een ovale dwarsdoorsnede. Zowel de rug- als buikplaten hadden longitudinale groefvormige uitsparingen, waarschijnlijk voor het zenuwkanaal en het laterale orgaan. Tot vijftien rechthoekige vertakte platen waren aanwezig, die de positie van de kieuwzakken markeerden. Het lijkt er echter op dat ze niet naar buiten konden worden geopend, eerder dat de kieuwen met de buitenwereld communiceerden via een paar openingen achter de platen, zoals het geval is bij bekendere Silurische familieleden. De platen vertonen geen groei of samenvoeging van verschillende kleine platen, zodat ze zich pas hadden kunnen vormen nadat ze hun volledige grootte hadden bereikt. Net als Anatolepis zijn hun buitenkanten versierd met kleine ruitvormige bultige schubben. Met uitzondering van de kieuwzakken, onthult de binnenkant van de beenplaten geen lichaamsstructuren. De beenplaten waren dus volledig onafhankelijk van de rest van het lichaam en hadden een puur beschermende functie. Het dier had geen vinnen, dus zijn beweging was afhankelijk van de afgeplatte staartvin. Zijn zwemstijl zou niet anders moeten zijn dan die van het kikkervisje van vandaag.

## Leefwijze
Deze vis was geen krachtige en sierlijke zwemmer van de open zee. Het dier bewoog zicht voort door het water met slechts een serie snelle, maar lichte zijdelings golvende (links naar rechts) lichaamsbewegingen. Arandaspis kan een roofdier van andere veel kleinere mariene organismen zijn geweest, maar de onderstandige mond suggereert dat het een bodemdier kan zijn geweest, die volgens Ritchie en Gilbert-Tomlinson (1977) kleine, op de bodem levende organismen of deeltjes van organische stof die op de zeebodem waren neergedaald, opschepte en filterde.

## Vondsten
Vondsten zijn gedaan in Australië. Het type fossiel werd ontdekt in 1959 in de Stairway Sandstone bij Alice Springs in het Northern Territory. Tot op heden is Arandaspis gevonden in de volgende formaties:
- Rowenaformatie, Mutawintji-Nationalpark, New South Wales (Darriwilien)
- Stairway Sandstoneformatie (Darriwilien)

## Taxonomie
Robert Lynn Carroll (1988) plaatst het geslacht Arandaspis in de naar haar genoemde familie Arandaspididae, samen met het controversiële taxon Anatolepis en Porophoraspis. Sacabambaspis is een andere mogelijke zustertaxon. De enige bekende subtaxon tot nu toe is naast Arandaspis sp., Young 1997, Arandaspis prionotolepis, Ritchie & Gilbert-Tomlinson 1977.